# Tahar Haddad
Tahar Haddad (àrab: الطاهر الحداد, aṭ-Ṭāhar al-Ḥaddād) (Tunis, 4 de desembre de 1899 - 7 de desembre de 1935) va ser un sindicalista i polític tunisià conegut per haver lluitat activament a favor dels drets sindicals dels treballadors a Tunísia, de l'emancipació de la dona i de l'abolició de la poligàmia al món arabomusulmà. L'any 1930 va escriure el llibre La nostra dona a la xara i a la societat, en el qual reivindicava més drets per a les dones i acusava les interpretacions que s'estaven fent de l'islam, que considerava inhibidores per a les dones. Mai no es va exiliar de Tunísia, ni quan aquesta va ser colonitzada pels francesos, encara que havia estat cofundador de la CGT de Tunísia i l'altre cofundador sí va ser obligat a exiliar-se. Haddad va morir als 36 anys, de tuberculosi.